# Maszdzsed-Szoleimán
Madzsedd Szoleimán egy város a dél-iráni Huzesztán tartományban. 1908-ban itt helyezték üzembe a Közel-Keleten finanszírozott első olajkutat. 2012-ben lakossága mintegy 116.000 fő volt.
A város alapítása az Angol-Perzsa Olaj Company nevéhez fűződik, akik vagy 100 évvel ezelőtt olaj után kezdtek kutatni a környéken. Ma a város központjában található a Naftoon vállalat, amely először támogatta az olajkitermelést, és 2008-ban ünnepelte fennállásának 100. évfordulóját. A város környékén három nagy gát is található: Shahid Abbaspour Dam (Karun-1), Karun-3 és Masjed Soleyman gát.

## Története

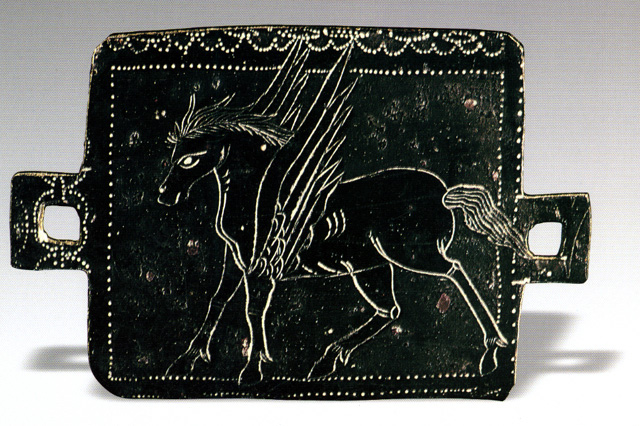
Bronz, Pegazust ábrázoló régészeti lelet a környékről

Madzsedd Szoleimán mellett egy Masjid-i Solaiman nevű régészeti hely is található. A falu mintegy 40 km-rel keletre fekszik Sustartól. Itt a Szeleukida és későbbi időkben egy nagy szentély  állt a település melletti teraszon. A terasz lépcsős templomromját "Salamon mecsetjének", Masdzsid-i-Szolejmánnak hívták, ami MIS rövidítés formájában vonult be a kőolajipar történetébe. Az ipartörténeti emlék mellett még egy 25 méter széles lépcsőmaradvánnyal, az úgynevezett pártus lépcsővel és egy Alkhaimenida-kori templommal is büszkélkedhet: A kő terasz körülbelül 54 × 91 m magas és szabálytalan alakú. Az északi, déli és keleti oldalon lépcső vezet a terasz közepén álló, pártus és Sassanida nagy templomhoz.

## Itt születtek, itt éltek
- Mehran Karimit Nasseri (* 1942), politikai menekült
- Mohsen Rezai (született 1954-ben), iráni politikus
- Behzad Gholampour (* 1966), kapus és edző az iráni válogatottban

## Galéria

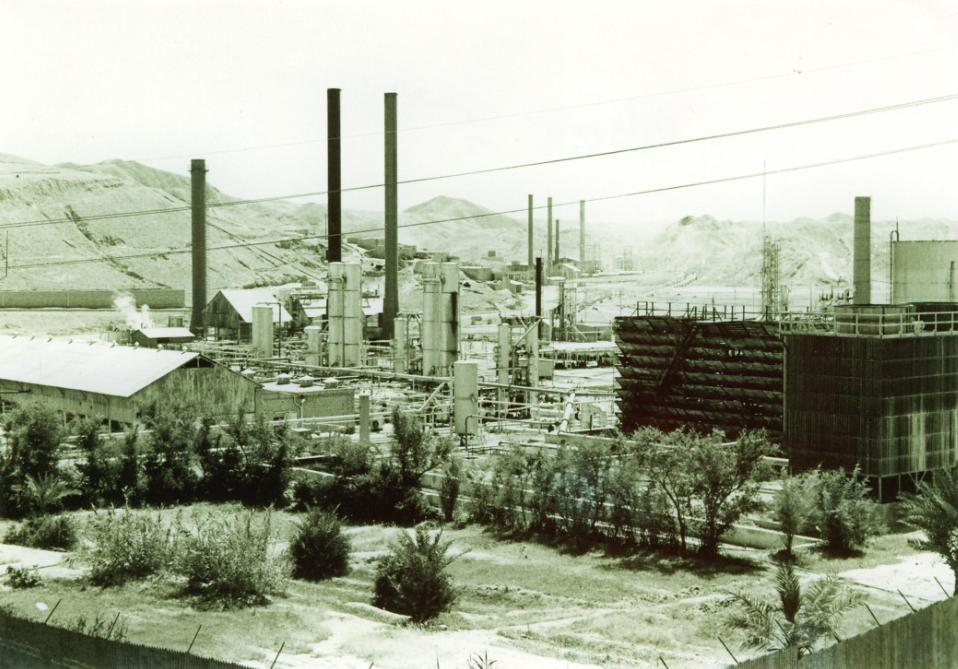
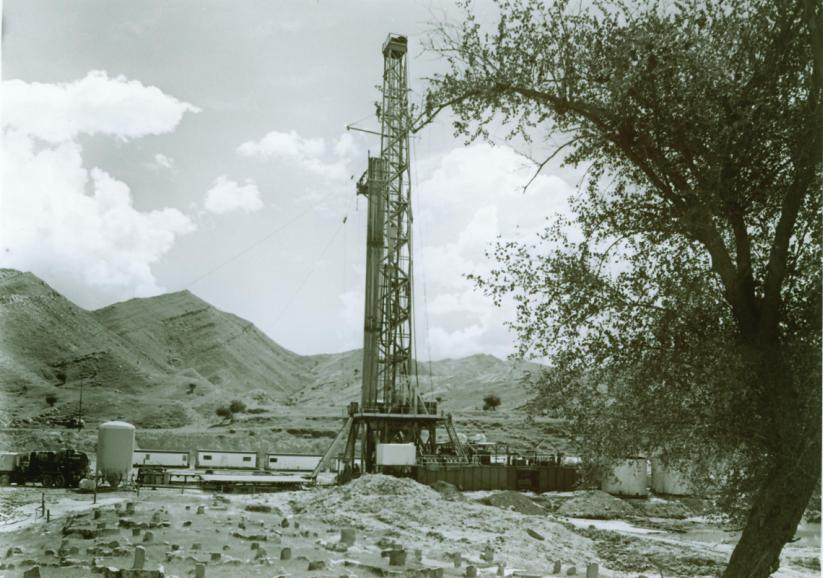
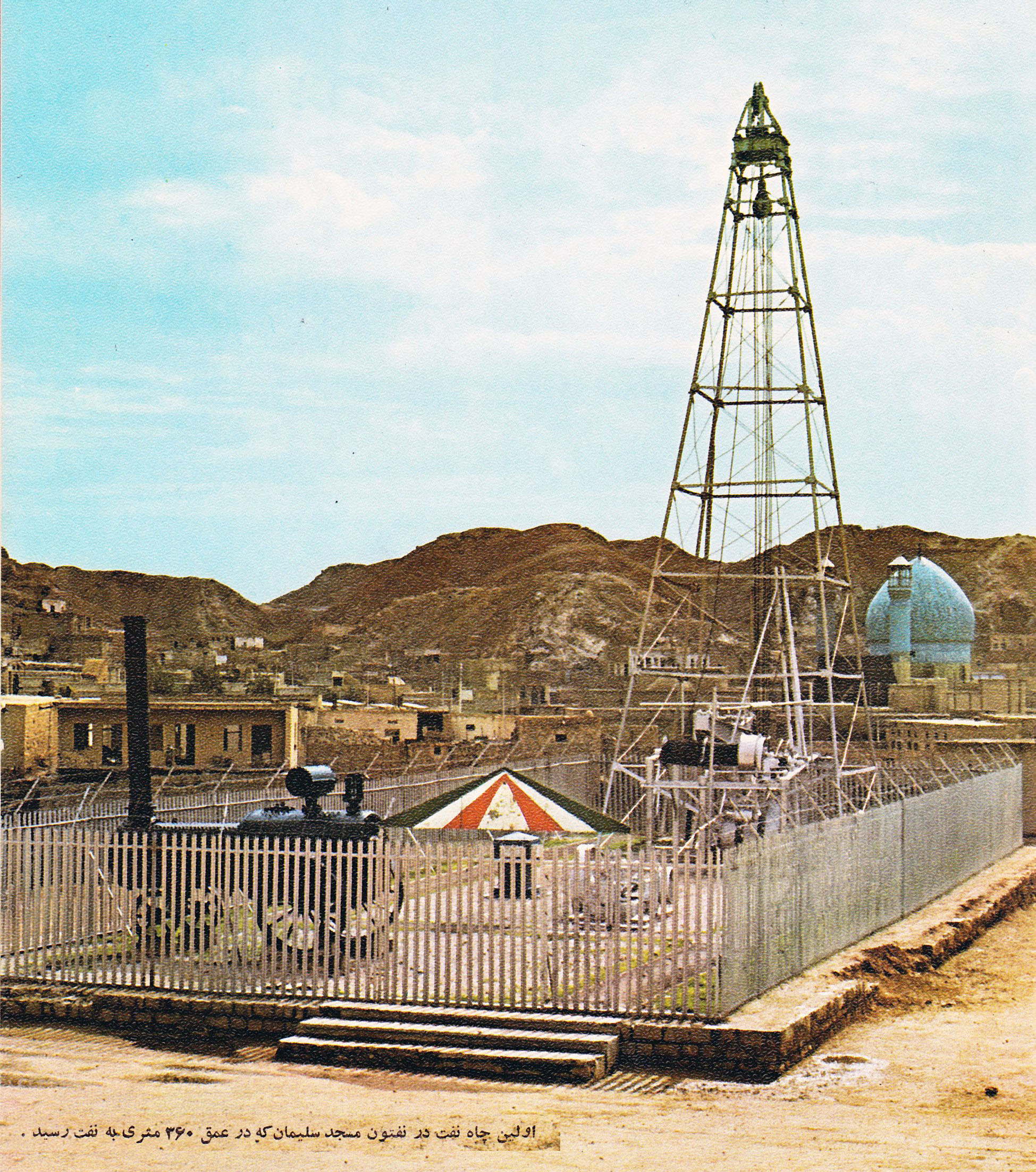
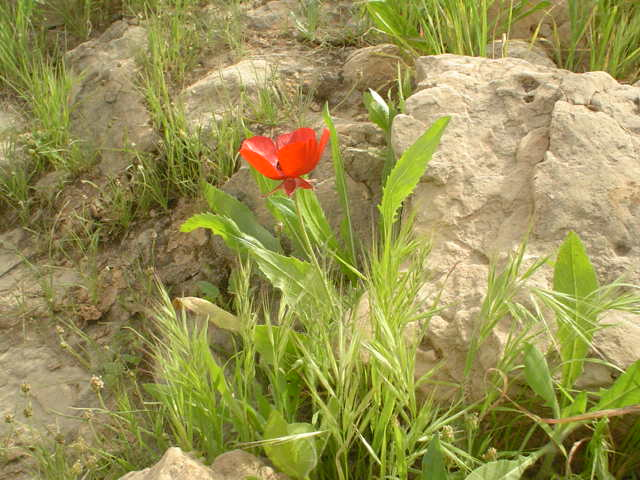